# Promesas de Campaña
Promesas de Campaña é uma série de televisão colombo-mexicana de 2020 criada por Albatros González e dirigida por Carlos González Sariñana e Sergio Siruela. É protagonizada por Rubén Zamora e Silverio Palacios. A série está disponível na plataforma Claro Video para toda a América Latina.

## Enredo
A história tem como pano de fundo tudo o que um partido político precisa fazer para ganhar as eleições e, claro, o mais importante, ter um bom candidato disposto a fazer tudo o que for preciso para se tornar presidente do país.  

## Elenco
- Sergio Gutierrez	...	 Daniel Montes
- Silverio Palacios	...	 Alejandro Montes
- Rubén Zamora	...	 Gregorio Cuartas
- Juan Carlos Remolina	...	 Sebastian Caballero
- Josue Guerra	...	 German
- Elena del Río	...	 Regina
- Rosalinda Jimenez	...	 Matilde
- Teresa Rábago	...	 Dona Adela
- Rodrigo Magaña	...	 Hércules

## Prêmios e indicações
| Ano  | Prêmio                  | Categoria               | Indicado            | Resultado | Ref   |
| ---- | ----------------------- | ----------------------- | ------------------- | --------- | ----- |
| 2021 | Emmy Internacional 2021 | Melhor Série de Comédia | Promesas de Campaña | Pendente  | [ 4 ] |